# Rexam
Rexam plc, war ein 1923 gegründeter Verpackungsmittel- und Getränkedosenhersteller aus dem Vereinigten Königreich. Bis zur Übernahme durch die Ball Corporation war sie an der London Stock Exchange im FTSE 250 gelistet und hatte ihren Hauptsitz in Millbank, London.
Rund 8.600 Mitarbeiter waren zuletzt in mehr als 23 Ländern bei Rexam beschäftigt. Rexam gehörte zur Top 5 der Verpackungshersteller weltweit und war der weltgrößte Hersteller von Getränkedosen.

## Unternehmen

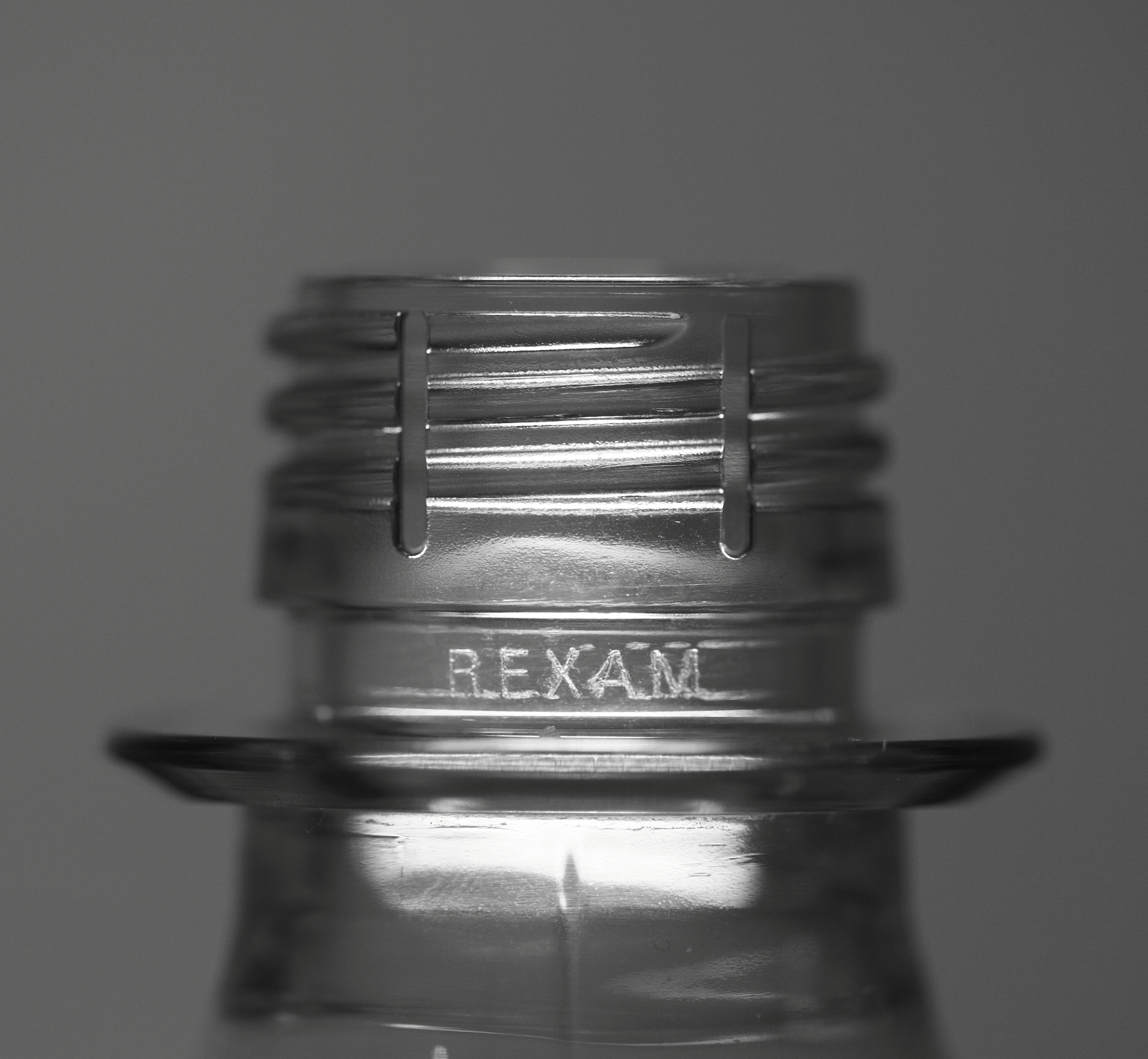
Wortmarke unterhalb des Schraubgewindes an einer 1,5l mezzo-mix-Flasche

Rexam PLC war aufgeteilt in vier Sektoren:
- Beverage Can America
- Beverage Can Europe & Asia
- Plastic Containers
- Pharma

Der Glas-Sektor wurde in Deutschland durch die Rexam Glass Germany GmbH vertreten. Im Oktober 2002 erwarb Rexam das deutsche Unternehmen Nienburger Glas GmbH. Am 12. März 2007 gab Rexam bekannt, den gesamten Glas-Sektor mit 13 europäischen Standorten für 660 Millionen Euro an die Ardagh Glass Group zu verkaufen (Ardagh Glass Germany GmbH), was nach Zustimmung der Kartellbehörde im Juni 2007 rechtswirksam wurde.
Rexam betrieb in Deutschland drei Dosenwerke (Berlin, Gelsenkirchen und Recklinghausen), von denen das Werk in Berlin bis Ende 2015, sowie das Werk Recklinghausen im Juni 2017, geschlossen werden soll, sowie ein Deckelwerk (Recklinghausen, seit 1968 in Betrieb, seit 1999 Teil von Rexam); der Betrieb zur Herstellung von pharmazeutischen Kunststoffverpackungen in Neuenburg am Rhein wurde 2014 unter dem Namen Nemera für 600 Mio. Euro an den britischen Investor Montagu verkauft.
In Österreich betrieb Rexam zuletzt ein Dosenwerk in Enzesfeld (1983 eröffnet, 2016 von Ardagh übernommen) und ein Dosenwerk in Ludesch (2007 eröffnet), welches ausschließlich zur Produktion von Red Bull-Dosen diente und eine direkte Anbindung an deren Abfüllstelle hat.
In der Schweiz wurde ein weiteres Dosenwerk an die Abfüllstelle für Red Bull der Fa Rauch Trading AG in Widnau, SG gebaut, welches Ende 2015 in Betrieb genommen wurde.
2015 gab die Ball Corporation bekannt, mit Rexam fusionieren zu wollen und am 30. Juni 2016 wurde die Übernahme vollzogen.